# Đại hội Thể thao Võ thuật châu Á 2009
Đại hội Thể thao Võ thuật châu Á 2009 được tổ chức tại Băng Cốc, Thái Lan từ ngày 1 tháng 8 đến ngày 9 tháng 8 năm 2009 với 9 môn thể thao võ thuật (Judo, Jujitsu, Karate, Kickboxing, Kurash, Muay Thái, Pencak silat, Taekwondo, Wushu - Kungfu). Trước đó, sự kiện này dự kiến diễn ra vào tháng 5 nhưng do bất ổn chính trị nghiêm trọng tại Thái Lan nên Hội đồng Olympic châu Á đã quyết định hoãn tổ chức. Đây cũng là kỳ Đại hội Thể thao Võ thuật châu Á duy nhất từng được tổ chức, vì sau đó đại hội này sáp nhập với Đại hội Thể thao Trong nhà châu Á để hình thành Đại hội Thể thao Trong nhà và Võ thuật châu Á.